# Verónica Velasco Rodríguez
Verónica Velasco Rodríguez (Tampico, Tamaulipas, 23 de enero de 1972) es una política mexicana, miembro del Partido Verde Ecologista de México (PVEM). Ha sido dos veces diputada federal y una senadora.

## Biografía
Es licenciada en Diseño Textil egresada de la Universidad Iberoamericana, misma institución en la que cuenta con dos diplomados: en Diseño Interior y Arquitectura Urbana y en Ecología y Desarrollo Sustentable.
Es miembro activo del PVEM desde 1994. Su esposo, Francisco Agundis Arias ha sido también diputado y senador; así como la madre y hermano de éste, María de la Luz Arias Staines y Alejandro Agundis Arias han fungido como diputados, todos por el PVEM; lo que ha generado críticas y señalamientos de nepotismo.
De 1994 a 1996 fue asesora en urbanización del PVEM. En 1997 fue elegida por primera ocasión diputada federal por la vía de la representación proporcional a la LVII Legislatura —la primera en la que el Partido Revolucionario Institucional (PRI) no tuvo mayoría absoluta— que concluyó en 2000, y en la que fue vicepresidenta de la Mesa Directiva; secretaria de las comisiones de Hacienda y Crédito Público; Jurisdiccional; e, Investigadora de la Compañía Exportadora de Sal; así como integrante de las comisiones de Concordia y Pacificación en Chiapas; del caso CONASUPO; y, de Equidad y Género.
Al concluir dicho cargo fue elegida senador por lista nacional para las Legislaturas LVIII y LIX de 2000 a 2006, en estas fue presidenta de la comisión de Medio Ambiente, Recursos Naturales y Pesca; e integrante de las comisiones de Energía; de Hacienda y Crédito Público; Jurisdiccional; especial para investigar el funcionamiento del IPAB; y, especial que investigue el mercado ilícito y robo de combustible en menoscabo del patrimonio de la empresa paraestatal PEMEX.
Finalmente, de 2006 a 2009 fue por segunda ocasión diputada federal por representación proporcional, en esta ocasión a la LX Legislatura; en ésta fue presidenta de la comisión de Radio, Televisión y Cinematografía; secretaria de la comisión de Justicia; e integrante de las comisiones de Desarrollo Social; de Trabajo y Previsión Social; y, del comité de Competitividad. Se separó del cargo mediante licencias en dos ocasiones: del 1 de mayo al 7 de julio de 2009 y en forma definitiva a partir del 16 de agosto del mismo año.